# Sperberbrustsänger
Der Sperberbrustsänger (Graueria vittata) ist ein Singvogel aus der Familie der Rohrsängerartigen (Acrocephalidae) und der einzige Vertreter der somit monotypischen Gattung Graueria. Er ist ein Standvogel in den Bergwäldern des Westlichen Rifts im tropischen Afrika.
Das Artepitheton leitet sich von lateinisch vittatus ab, was „gestreift“ bedeutet. Der Gattungsname ehrt den österreichischen Ornithologen Rudolf Grauer, der von 1904 bis 1911 im tropischen Afrika tätig war.

## Beschreibung

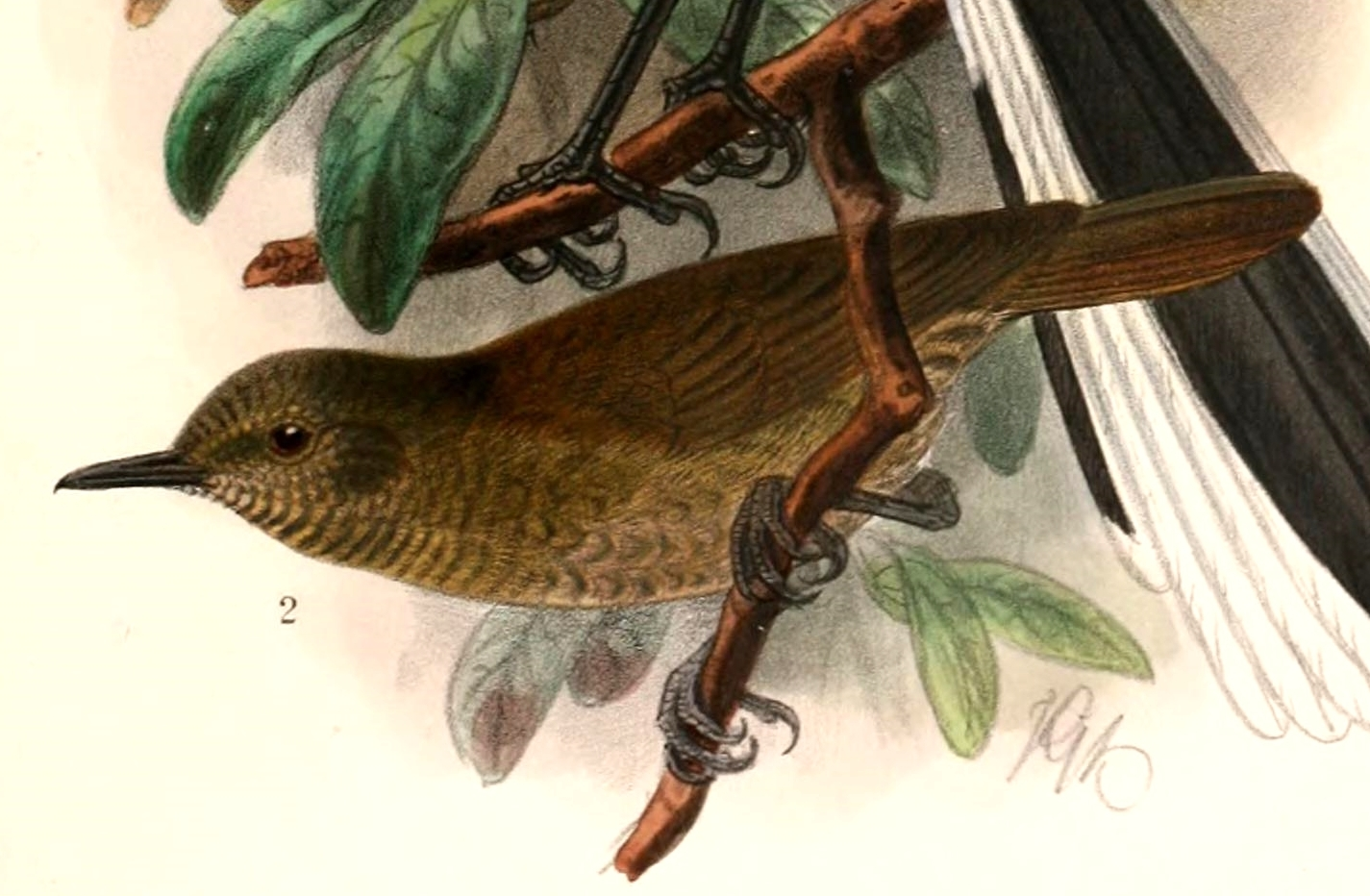
Lithografie von John Gerrard Keulemans, 1909

### Aussehen
Mit einer Größe von 14 cm und einem Gewicht von 14–18 g ist der Sperberbrustsänger ein mittelgroßer Singvogel; es besteht kein Sexualdimorphismus. Die Schnabeloberseite ist schwärzlich, dessen Unterseite bläulichgrau mit blasser grauer Spitze und der Schnabelspalt ist grün. Die Iris ist rot. Der Oberkopf ist dunkelolivgrau, an der Stirn sind gelbbraune Federbasen zu erkennen, sodass eine Schuppung entsteht. Die restliche Oberseite inklusive der Schultern sowie die Flanken und Unterschwanzdecken sind dumpf grünlich-oliv gefärbt, was am Bürzel und auf den Oberschwanzdecken blasser wird. Der Schwanz ist hingegen olivbraun. Die Kopfseiten einschließlich Zügel, Wangen, Ohrdecken sowie Kinn und Kehle sind abwechselnd gelbbraun und schwarz gestreift. Dies setzt sich auf der Brust fort, dort ist allerdings eine olivfarbene Tönung ersichtlich. Am Bauch ist der Vogel dunkelolivfarben und weißlich gestreift. Die Flügelfedern sind von dunkelbrauner Farbe und weisen olivgrüne Außenfahnen sowie grünlichweiß umrandete Innenfahnen auf. Die Achselfedern und Unterflügeldecken sind gelb und dunkelolivfarben gestreift. Beine und Füße sind bläulichgrau oder dumpf grünlichblau, die Zehen sind grün getönt und die Krallen sind dunkelgraubraun.
Jungvögel unterscheiden sich von adulten Vögeln durch das Fehlen eines Kontrasts zwischen Oberkopf und Rücken sowie durch eine hauptsächlich auf die Kehle beschränkte, undeutlichere Streifung.

### Artabgrenzung
Der Sperberbrustsänger unterscheidet sich von anderen im selben Gebiet vorkommenden Sylviida-Arten durch die gestreifte Unterseite, nur die Zebraprinie ist unterseits ebenfalls gestreift, allerdings kontrastreicher schwarz-weiß. Außerdem hat sie eine dunkelbraune Oberseite, einen längeren Schwanz sowie weiße Flecken auf Flügeln und Schwanz. Von hinten betrachtet, wenn also die Unterseite nicht zu sehen ist, besteht eine Ähnlichkeit zur Einfarb-Bülbülgrasmücke, der Sperberbrustsänger ist allerdings dunkler und an seinem Kopf ist eine gräuliche Färbung auszumachen.

### Stimme
Der Gesang ist ein unauffälliges, widerhallendes, leicht ansteigendes „hrrrrr“, das dem des Strichelstirn-Honiganzeigers in einer gedämpften Form ähnelt. Der vermutliche Kontaktruf dauert 1,25–2 s und wird alle 3–4 s wiederholt. Er besteht aus einem recht hohen, lebhaften, rollenden und daher froschähnlichen Schnurren. Der Alarmruf ist ein weiches, abfallendes „feuu“.

### Verhalten
Der Sperberbrustsänger ist ein versteckt lebender Vogel, der sich meist durch seine Rufe verrät, aber selten die dichte Vegetation verlässt. Wenn er sich einer gemischten Gruppe mit anderen Vogelarten anschließt, ist er am ehesten frei zu beobachten. In den meisten Fällen ist er paarweise anzutreffen. Bei der Nahrungssuche pflückt der vorwiegend insektivore Vogel Beutetiere wie beispielsweise Käfer, insbesondere Rüsselkäfer, Ameisen, Raupen, Puppen von Schnabelkerfen sowie kleinere Webspinnen, aber auch Pflanzensamen von Blättern und Zweigen auf, wobei er den Schwanz leicht aufstellt.

## Verbreitung und Wanderungen
Der Sperberbrustsänger kommt im Osten der Demokratischen Republik Kongo vom Hochland westlich des Eduardsee bis zum Itombwe-Gebirge vor, außerdem ist er in Uganda im Bwindi Impenetrable National Park sowie in Westruanda im Nyungwe-Wald anzutreffen. Er gilt als Standvogel.

## Lebensraum
Als Habitat dienen montane Primärwälder und Galeriewälder, wobei alle Vegetationszonen vom Unterholz bis zu Kletterpflanzen insbesondere der Gattung Sericostachys an großen Bäumen bewohnt werden. Dabei tritt die Art in der Demokratischen Republik Kongo in Höhen von 1500 bis 2080 m, in Uganda in Höhen von 1600 bis 2300 m sowie in Ruanda in Höhen von 1700 bis 2500 m auf.

## Fortpflanzung
Über das Fortpflanzungsverhalten ist wenig bekannt. In der Demokratischen Republik Kongo werden Reviere ganzjährig außer im September und Oktober durch Rufe beansprucht, mit Höhepunkten von März bis Mai. Es wird vermutlich ganzjährig gebrütet. In Uganda wurden im März brutbereite Tiere beobachtet.

## Systematik und Taxonomie
Die Art und ihre monotypische Gattung Graueria wurden im Jahr 1906 durch Ernst Hartert erstbeschrieben. Die Terra typica lag in einem Bergwald auf 1600 m, 90 km östlich des Eduardsees. Hartert vermutete eine nahe Verwandtschaft zu den sehr ähnlichen Bülbülgrasmücken (Macrosphenus). Aufgrund des kurzen, hakenförmigen Schnabels wurde zeitweise eine Zuordnung zu den Timalien (Timaliidae) gefordert, beispielsweise 1930 von William Lutley Sclater. Später (z. B. Chapin 1953) wurde die Gattung aufgrund der Gefiederfärbung zur Familie Sylviidae gestellt und eine nahe Verwandtschaft zur Gattung der Bogenflügel (Camaroptera) vermutet. Nach der deutlichen Verkleinerung der Sylviidae durch Auslagerung vieler Gattungen wechselte der Status der Gattung Graueria zu incertae sedis. Im Jahr 2019 stellten Oliveros et al. die Gattung schließlich zu den Rohrsängerartigen und definierten sie als basales Schwestertaxon zu allen anderen Vertretern der Familie.
Die Art gilt als monotypisch.

## Gefährdungssituation
Die Art wird wegen der stabilen Bestände in der Roten Liste der IUCN als nicht gefährdet (Least Concern) eingestuft. Das Verbreitungsgebiet umfasst etwa 78.600 km², darin ist die Art selten bis lokal häufig. Bestandserfassungen sind angesichts der mangelnden Erforschung ihres Gesangs allerdings schwierig.